# هاميش كارسون
هاميش كارسون (بالإنجليزية: Hamish Carson)‏ هو منافس ألعاب قوى نيوزلندي، ولد في 1 نوفمبر 1988.

## وصلات خارجية
- هاميش كارسون على موقع الاتحاد الدولي لألعاب القوى (الإنجليزية)
- هاميش كارسون على موقع الدوري الماسي (الإنجليزية)
- هاميش كارسون على موقع أوليمبيديا (الإنجليزية)